# Cumbria and Lancashire North (circonscription du Parlement européen)
Avant l’adoption uniforme de la représentation proportionnelle en 1999, le Royaume-Uni utilisait le système uninominal à un tour pour les élections européennes en Angleterre, en Écosse et au pays de Galles. Les conscriptions du Parlement européen utilisées dans ce système étaient plus petites que les circonscriptions régionales les plus récentes et ne comptaient chacune qu'un seul membre au Parlement européen.
La circonscription de Cumbria and Lancashire North était l'une d'entre elles.

## Limites
Lors de sa création en Angleterre en 1984, il se composait des circonscriptions du Parlement de Westminster de Barrow and Furness, Carlisle, Copeland, Lancaster, Morecambe and Lunesdale, Penrith and the Border, Westmorland and Lonsdale, Workington et Wyre. En 1994, la circonscription de Wyre a été transférée au Lancashire Central, mais sinon la composition de la circonscription est restée la même jusqu'à son abolition en 1999.